# Великоосницька сільська рада
| Великоосницька сільська рада — адміністративно-територіальна одиниця та орган місцевого самоврядування у Маневицькому районі Волинської області з адміністративним центром у с. Велика Осниця. Історична дата утворення: в 1945 році. Водоймища на території, підпорядкованій даній раді: річка Кормин. Сільській раді підпорядковані населені пункти: - с. Велика Осниця - с. Заріччя - с. Мала Осниця |

## Склад ради
Рада складається з 16 депутатів та голови.

### Керівний склад ради
| ПІБ                        | Основні відомості                                                                     | Дата обрання | Дата звільнення |
| -------------------------- | ------------------------------------------------------------------------------------- | ------------ | --------------- |
| Случик Валентин Андрійович | Сільський голова, 1962 року народження, освіта, безпартійний                          | 26.03.2006   | 01.04.2007      |
| Ройко Юрій Олександрович   | Сільський голова, 1970 року народження, освіта, член Партії 'Реформи і порядок'       | 05.08.2007   | 31.10.2010      |
| Ройко Юрій Олександрович   | Сільський голова, 1970 року народження, освіта вища, член Української Народної Партії | 31.10.2010   |                 |

Примітка: таблиця складена за даними джерела

## Населення
Згідно з переписом УРСР 1989 року чисельність наявного населення сільської ради становила 1596 осіб, з яких 778 чоловіків та 818 жінок.
За переписом населення України 2001 року в сільській раді мешкала 1321 особа.

### Мова
Розподіл населення за рідною мовою за даними перепису 2001 року:
| Мова       | Відсоток |
| ---------- | -------- |
| українська | 99,79 %  |
| російська  | 0,21 %   |